# Tylos marcuzzii
Tylos marcuzzii là một loài chân đều trong họ Tylidae. Loài này được Soika miêu tả khoa học năm 1954.